# 인간대포

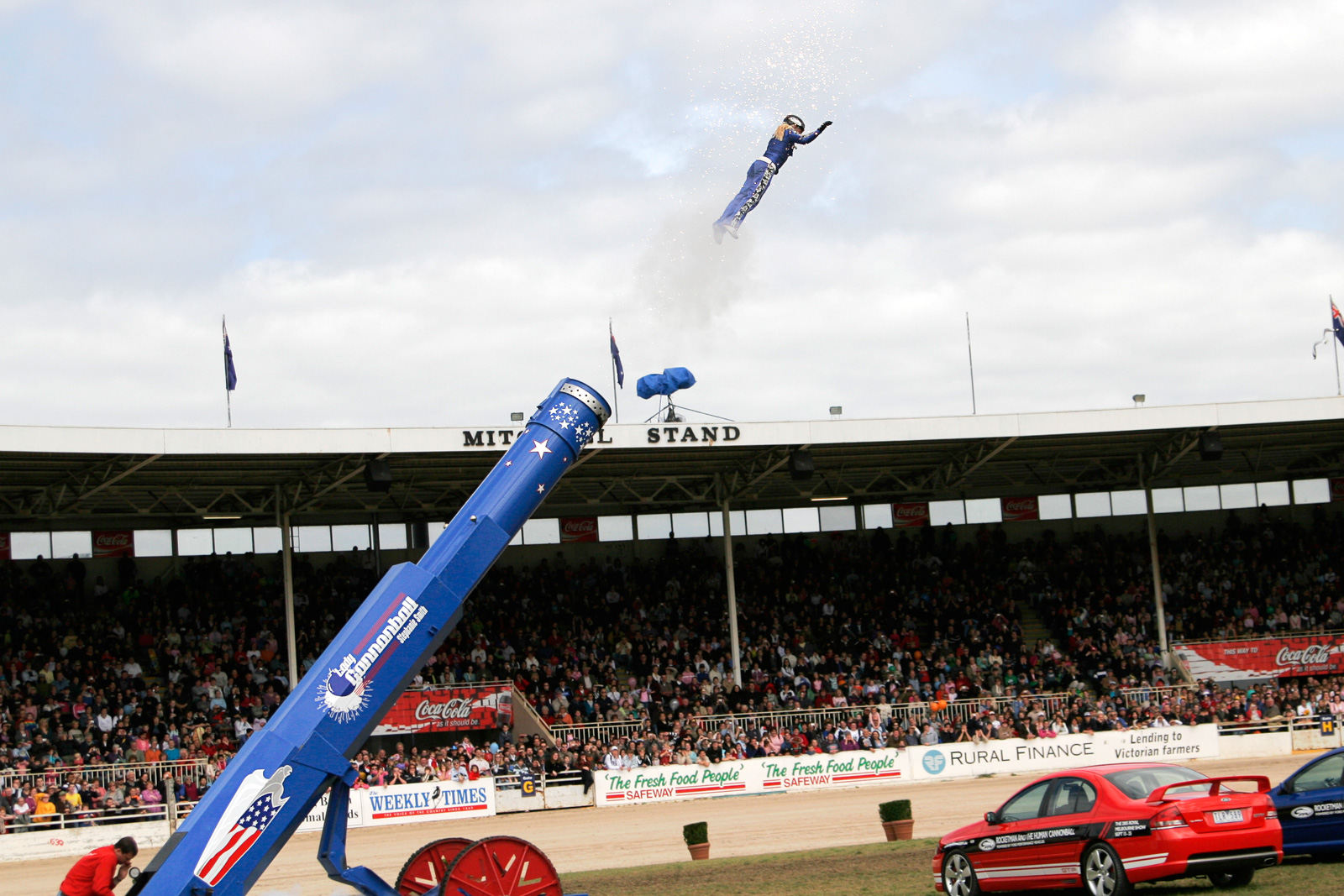

인간대포(人間大砲, human cannonball)는 사람이 캐넌의 캐넌볼(포환) 역할을 하여 발사되는 퍼포먼스이다. 발사된 인간은 고전역학에 따라 계산된 위치에 설치된 매트나 그물 따위에 안전하게 착지한다.